# Isamu Noguchi

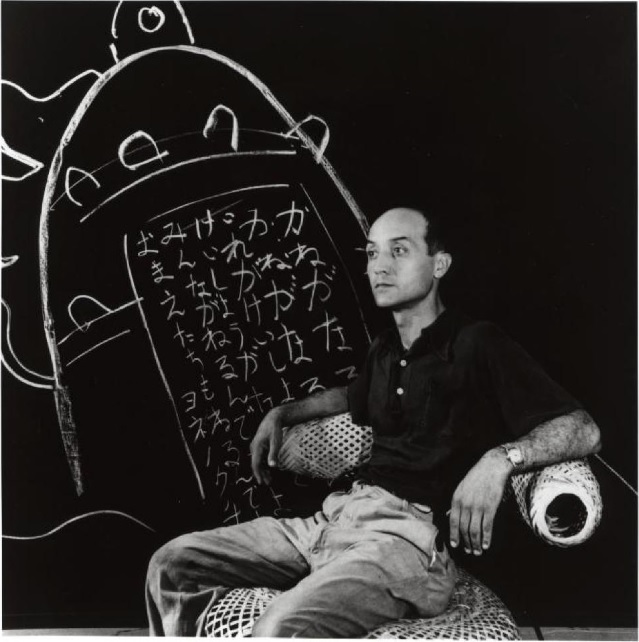
Isamu Noguchi in den 1940er Jahren

Isamu Noguchi (japanisch 野口 勇, Noguchi Isamu; * 17. November 1904 in Los Angeles; † 30. Dezember 1988 in New York) war ein amerikanischer Bildhauer und Designer mit japanisch-US-amerikanischen Wurzeln.

## Leben und Wirken

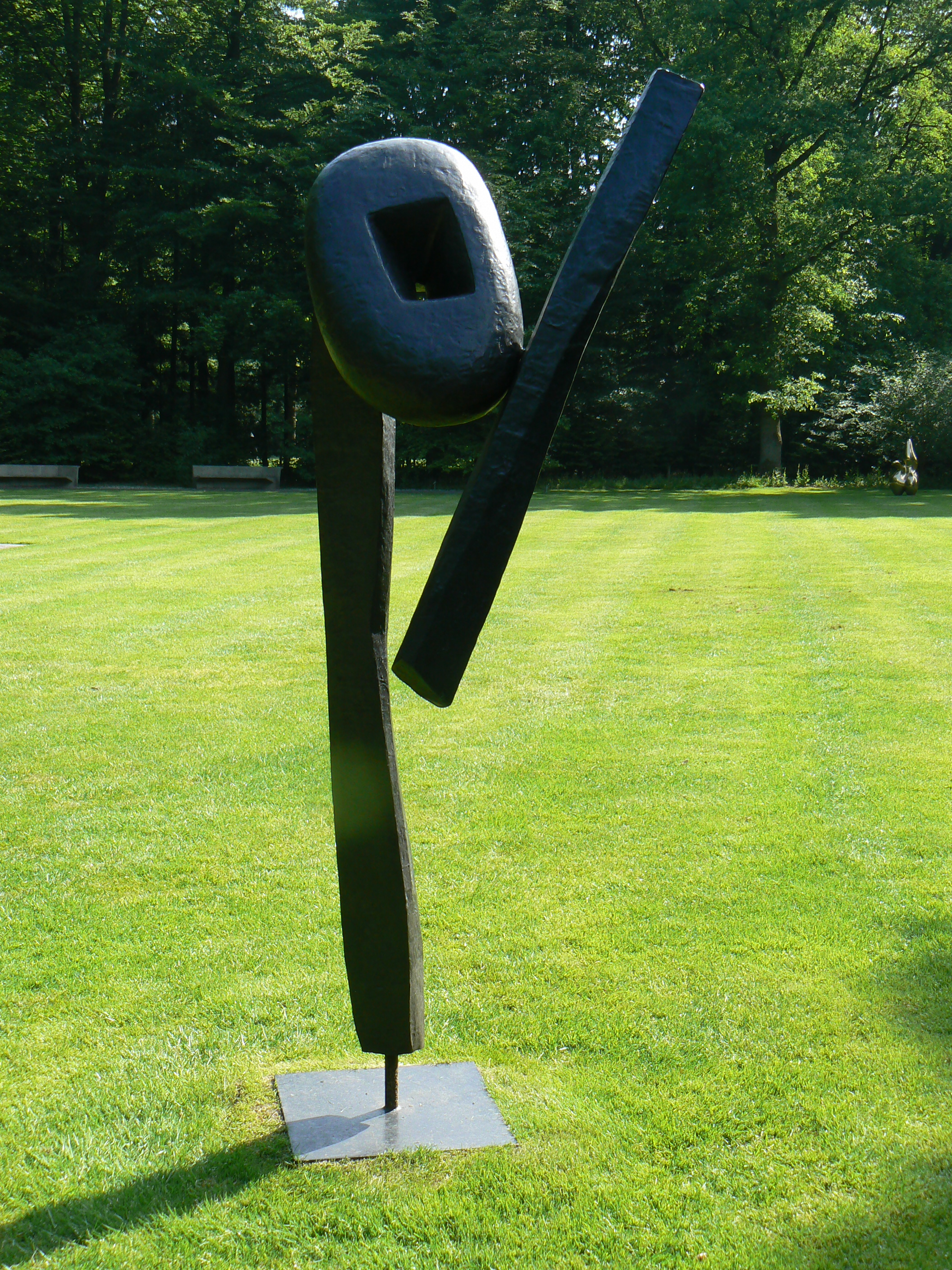
Isamu Noguchis Skulptur The Cry, ausgestellt im Skulpturenpark des Kröller-Müller Museums in Otterlo

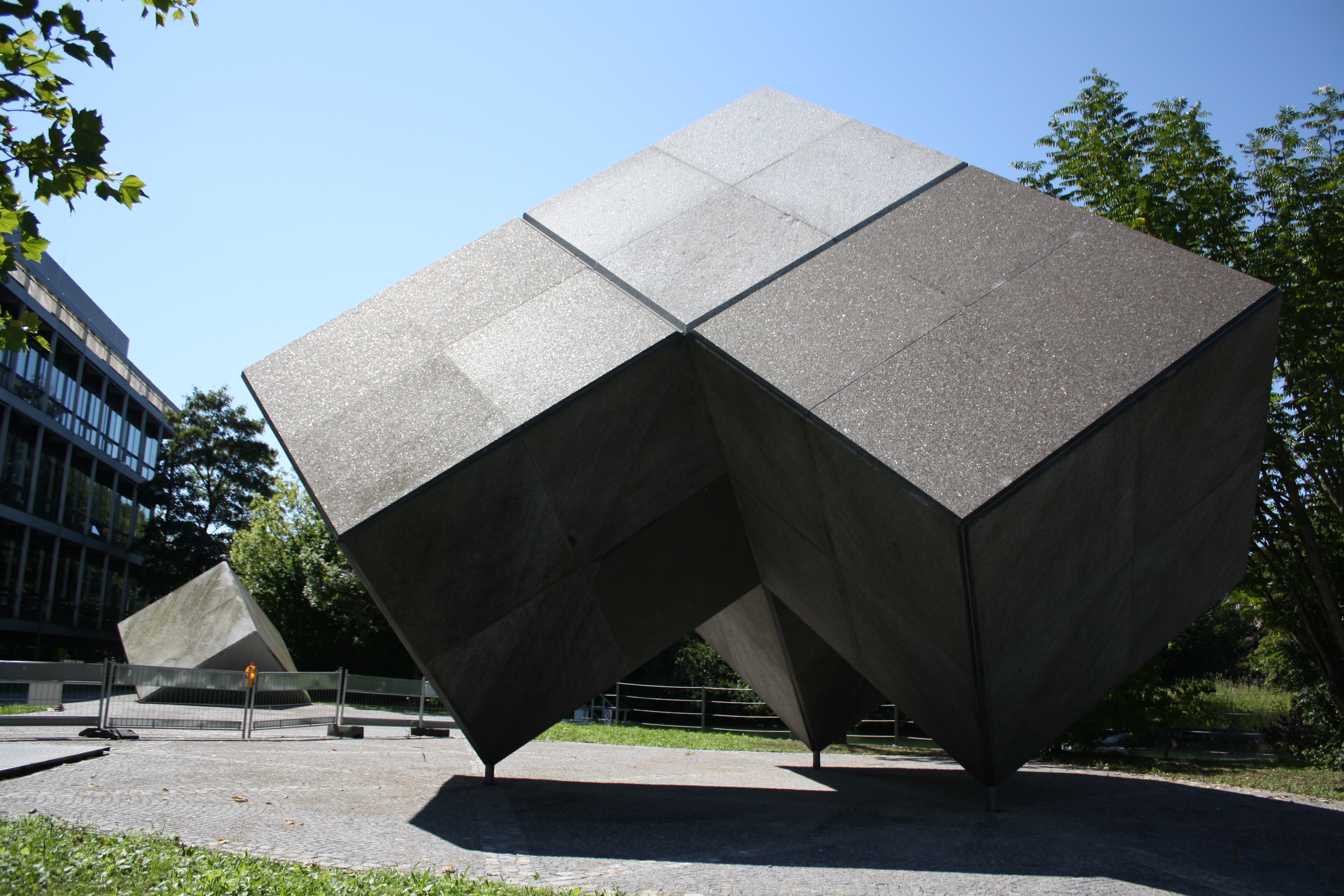
Zwillingsplastik, Tucherpark München (Foto: 2011)

Noguchis elementares Interesse an plastischem Gestalten ließ ihn zwischen der Arbeit als Designer (unter anderem für Hans Knoll) und als Bildhauer, Bühnenbildner, Landschaftsarchitekt wechseln. Seine Werke zeigen sowohl den Einfluss westlicher Kunst als auch den japanischer und chinesischer Tradition.
Geboren als Sohn des japanischen Dichters Noguchi Yonejirō und der amerikanischen Schriftstellerin Leonie Gilmour, studierte er von 1923 bis 1926 an der Columbia University und an der Leonardo da Vinci Art School; 1927 erhielt er für zwei Jahre das Guggenheim-Stipendium. Ab März 1927 war er Assistent von Constantin Brâncuși in Paris, der ihn mit Holz- und Steinreliefen vertraut machte. Mit Ende des Stipendiums kehrte Noguchi 1929 nach New York zurück. Im selben Jahr wurde seine erste Einzelausstellung in der New Yorker Eugene Schoen Gallery gezeigt. Zwischen 1930 und 1932 unternahm Noguchi Reisen nach Paris, Peking und Japan; in China studierte er insbesondere die Pinselzeichnung, in Japan das Arbeiten mit Ton bei dem Töpfer Uno Jinmatsu.
Zwischen 1933 und 1937 entwickelte Noguchi Entwürfe für öffentliche Plätze, Denkmäler, Spielplätze und Bühnenbilder; in den Jahren von 1942 bis 1948 intensivierte er seine Arbeit am Theater, entwarf und produzierte indes auch Möbel und Lampen. Nach 1949 reiste er verschiedentlich durch Europa, in den Mittleren Osten und nach Japan; während der Reisen produzierte er Zeichnungen und Fotografien. In Kamakura, Japan, baute er ein Atelier auf. In den folgenden 1950er Jahren reiste er ständig zwischen Japan und New York hin und her und richtete sich 1961 ein Atelier in Long Island City, New York, ein. In den Jahren 1971 bis 1979 unterhielt er ein weiteres Atelier auf der japanischen Insel Shikoku.
Im Jahr 1980 gründete er die Isamu Noguchi Foundation, Inc.; 1981 bis 1985 folgte der Aufbau des Isamu Noguchi Garden Museum in Long Island City, New York.
Ein weiteres Isamu Noguchi Garden Museum befindet sich in einem Vorort von Takamatsu, Japan. Das war ursprünglich Noguchis Atelier, das er 1969 eingerichtet hatte, weil ihm der Granit der Gegend gefiel. Dort sind wichtige Werke entstanden. Das Museum ist nur beschränkt geöffnet, eine Voranmeldung ist unbedingt erforderlich.

## Ehrungen und Auszeichnungen
1962 wurde Noguchi in die American Academy of Arts and Letters und 1971 in die American Academy of Arts and Sciences gewählt, 1983 in New York zum assoziierten Mitglied (ANA) der National Academy of Design. 1984 erhielt Noguchi die Ehrendoktorwürde der Columbia University, 1986 den Kyoto-Preis, 1987 die National Medal of Arts des Präsidenten der USA. 1988 erhielt er den Orden des Heiligen Schatzes dritter Klasse.

## Ausstellungen
Isamu Noguchi war unter anderem Teilnehmer der documenta II (1959) und der documenta III (1964) in Kassel. Im Jahr 1986 vertrat er die USA auf der Biennale in Venedig. Von 2021 bis 2023 wurde in den folgenden Museen eine Retrospektive seines Werkes gezeigt: Barbican, London, 30. September 2021 bis 9. Januar 2022; Museum Ludwig, Köln, 26. März bis 31. Juli 2022; Zentrum Paul Klee, Bern, 23. September 2022 bis 8. Januar 2023; LaM – Lille Métropole, musée d’art moderne, d’art contemporain et d’art brut, 6. April bis 16. Juli 2023.

## Werk
Nur wenigen Bildhauern des beginnenden zwanzigsten Jahrhunderts gelang es vor der Land Art, die Auffassung von Skulptur so zu erweitern, dass der Landschaftsraum nicht mehr Hintergrund, sondern eigentlicher Gegenstand künstlerischen Schaffens wurde. Isamu Noguchi, einer der bedeutendsten Bildhauer in den USA, zählt zweifellos zu diesen richtungsweisenden Pionieren. Seine strengen, minimalistischen Skulpturen, Gärten und urbanen Plätze sind in ihrer Klarheit, Einfachheit und zeitlosen Schönheit für viele zeitgenössische Landschaftsarchitekten und Künstler unumstrittene Leitbilder eines zeitgemäßen Umgangs mit Landschaft und Garten als räumliche Kunstwerke. Man würde dem Schaffen Noguchis in keiner Weise gerecht werden, betrachtete man sein Werk nur als japanische Kunst im Westen. „Mein Vater, Yone Noguchi, ist Japaner und seine Dichtung ist seit langem bekannt als die Übersetzung des Ostens für den Westen. Ich möchte das gleiche mit der Bildhauerei tun“, schrieb Noguchi in seiner Bewerbung um ein Guggenheim-Stipendium im Jahr 1927.
Zu den bedeutendsten Werken von Isamu Noguchi zählen neben seinen zahllosen Skulpturen, Möbel- und Lampen-Kreationen folgende:
- Undine (Nadja) (1927)
- Zwei Brücken für den Friedenspark in Hiroshima (1951–1952)
- Gärten für die Connecticut General Life Insurance Company (1956–1957)
- Garten für die UNESCO in Paris (1956–1958)
- Billy-Rose-Kunstgarten, Israel Museum, Jerusalem (1960–1965)
- Zwillingsplastik, München (1972)
- Bayfront Park in Miami, Florida (1978)
- California Scenario in Costa Mesa, Kalifornien (1980.1982)
- Domon Ken Museum Garden, Sakata, Japan (1984)
- Moerenuma-Park in Sapporo, Japan (1988)